# Оліщук Олександр Миколайович
Олександр Миколайович Оліщук (нар. 17 березня 1983, Запоріжжя, УРСР) — український футболіст та футзаліст.

## Життєпис

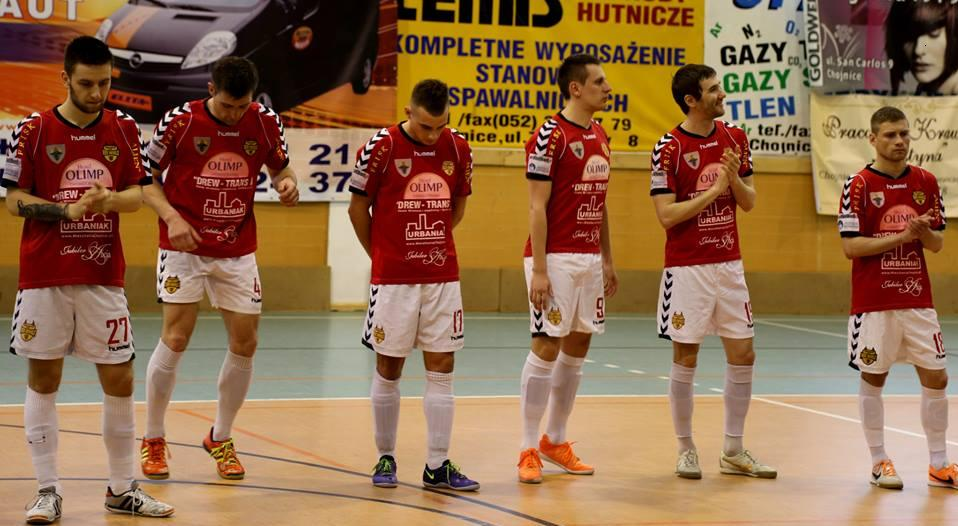
Команда «Ред Девілс» (Хойніце) напередодні матчу з «Віслою Кракбет» (Краків), Оліщук другий праворуч.

Вихованець запорізького «Торпедо», у футболці якого 1999 року розпочав футбольну кар'єру. Наступного року розпочав кар'єру футболіста в складі запорізького «Університету», який виступав у Першій лізі. Наступним клубом Олександра був першоліговий ДСС (Запоріжжя), у складі якого ставав срібним та бронзовим призером чемпіонату України. Після розформування клубу 2007 року побував на перегляді в київському «Інтеркасі», але до підписання контракту справа так і не дійшла, оскільк клуб знову розформували. Наступним клубом у кар'єрі Оліщука став франківський «Ураган». Потім грав за українські клуби «Контингент» (Житомир) та «Тайм» (Львів), а також білоруський «Вітень» (Орша), з яким виграв чемпіонат Білорусі. У сезоні 2013/14 років захищав кольори польського клубу «Ред Девілс» (Хойніце). У 2010 році виступав за аматорський футбольний клуб «Таврія» (Новомиколаївка). У 2012 та 2014 роках грав за «Таврію-Скіф». На початку сезону 2014/15 років перейшов до херсонського «Продексіму». Влітку 2015 року підсилив запорізький АРПІ. Також з 2015 по 2017 рік грав за «Ольвію» (Чкалово).